# Newcastle upon Tyne
« Newcastle » redirige ici. Pour les autres significations, voir Newcastle (homonymie).
Newcastle upon Tyne (/njuːˌkæsəl əˈpɒn ˈtaɪn/), communément appelée Newcastle, est une ville britannique, située en région de l'Angleterre du Nord-Est, dans le comté métropolitain de Tyne and Wear, dont elle est le chef-lieu, sur la rive nord du fleuve Tyne. La ville, dirigée par un lord-maire, a une population d'environ 286 468 habitants (recensement 2021 par Census), ce qui fait d'elle la première ville du Nord-Est de l'Angleterre, devançant sa voisine Sunderland, et la 24e d'Angleterre. Newcastle est le centre de l'agglomération du Tyneside, sixième agglomération la plus peuplée d’Angleterre.
Avant 1974, la ville faisait partie du Northumberland. Les habitants de Newcastle sont appelés les Novocastriens et les Novocastriennes en français, ou Novocastrians ou informellement et plus communément Geordies en anglais.

## Géographie

### Le site naturel
Newcastle est une métropole du Nord-Est de l'Angleterre, chef-lieu du comté administratif de Tyne and Wear et capitale du comté historique et traditionnel de Northumberland. Elle occupe la rive nord de la Tyne.
Le sous-sol du site est la strate carbonifère du massif des moyennes Pennines, formé d'un empilement de grès, de mudstones recouvrant le banc houiller modérément bombé en allant vers l'est. À l'ouest de la ville, on trouve le banc houiller des Pennines supérieures puis plus à l’ouest de nouveau les grès et les mudstones de la formation de Stainmore.

### Urbanisme

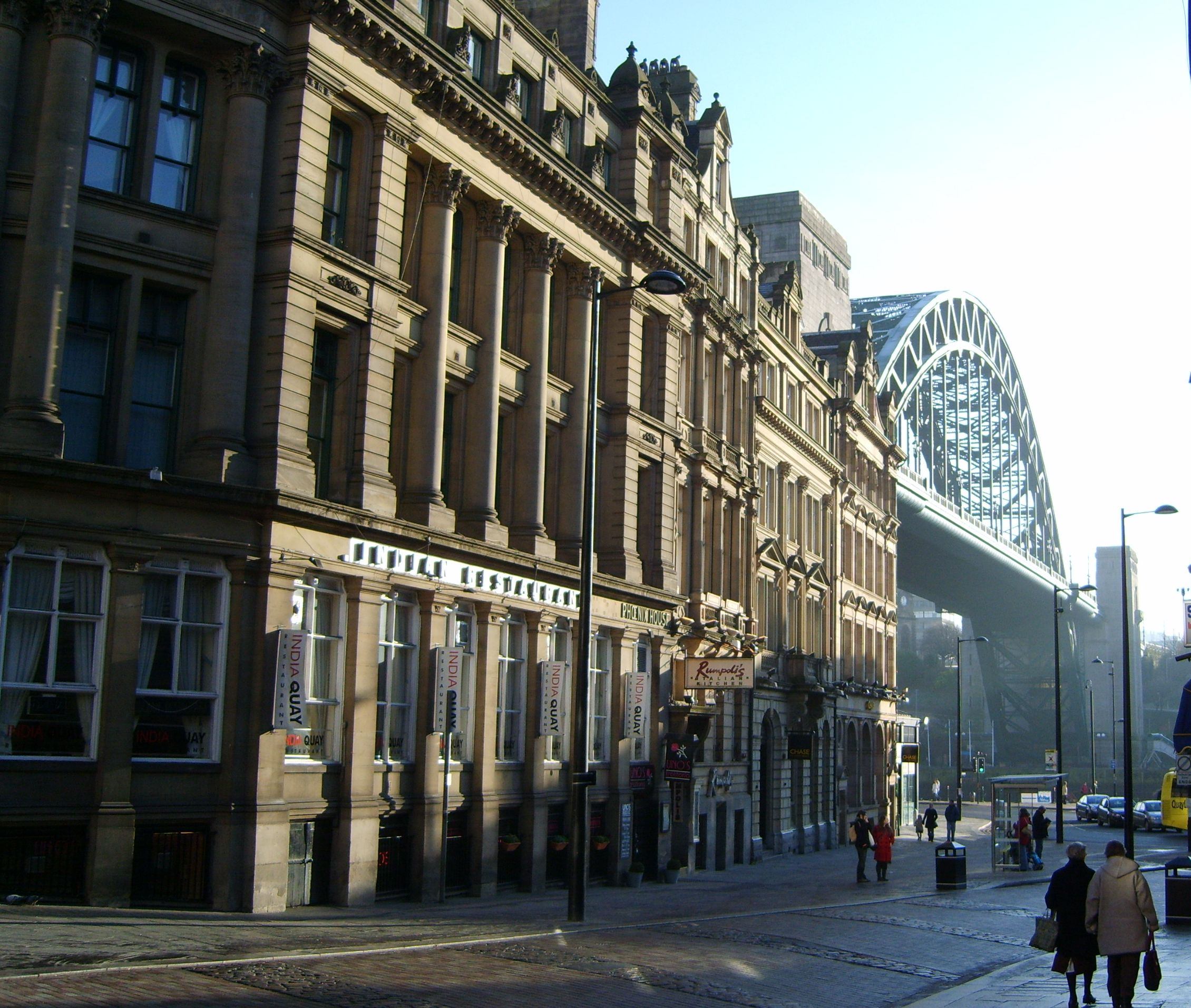
Side, une rue de Newcastle non loin du pont de la Tyne.

Pour l'essentiel, Newcastle a conservé un plan urbain médiéval : ses rues étroites, appelées chares, presque toutes inaccessibles aux véhicules, forment la trame du tissu urbain, particulièrement autour des quais. Il subsiste encore les grands escaliers menant des quais aux terrasses supérieures du centre-ville et au donjon de Newcastle (mentionné dès le XIVe siècle). Les quartiers de Close, de Sandhill et les quais regroupent quelques immeubles modernes ainsi que des maisons remontant aux XVe et XVIIIe siècles, comme Bessie Surtees House (en), The Cooperage et les bars du quai de Lloyds, Derwentwater House et la maison, inscrite au patrimoine national, du no 28-30 de Close (XVIe siècle).
La ville s'enorgueillit d'un vaste centre-ville néoclassique, récemment restauré, qui sert de référence aux historiens de l'architecture pour définir le style « Tyneside Classical » que les architectes Richard Grainger et John Dobson ont décliné à l'envi dans les années 1830. L'écrivain et homme de radio Stuart Maconie (en) décrit Newcastle comme la plus belle ville d'Angleterre, et Nikolaus Pevsner (1902-1983), l'historien bien connu de l'architecture, décrit Grey Street (en) comme l'une des plus belles avenues d'Angleterre. La rue qui descend en tournant entre Grey's Monument (en) et la vallée de la Tyne, a été classée lors d'un sondage de 2005 auprès des auditeurs de BBC Radio 4 comme l'une des plus belles avenues d'Angleterre,. À l'exception du jardin public d’Eldon Square (en), on a démoli une partie du quartier de « Grainger Town » dans les années 1960 pour créer un centre commercial.

### Espaces verts
Le « Leazes Park », à proximité immédiate au nord-ouest du centre-ville, a été ouvert au public en 1873 à la suite d'une pétition de trois mille ouvriers de la ville réclamant « un accès direct à un terrain en friche pour la santé et les loisirs. » À l'un des angles, le stade de St James' Park, terrain attitré du Newcastle United Football Club, offre un panorama sur toute la ville.
Autre espace vert, le « Town Moor » se trouve juste au nord du centre-ville. Il occupe à lui seul une superficie supérieure à celles de Hyde Park et de Hampstead Heath réunis, et les citoyens d'honneur ont le droit d'y faire brouter du bétail,. Incidemment, ce droit s'étend à St. James' Park, terrain du Newcastle United Football Club, mais les citoyens d'honneur préfèrent percevoir un loyer du club. Parmi ces citoyens d'honneur, on trouve les noms de Bob Geldof, Harald V de Norvège, Nelson Mandela, Bobby Robson, Alan Shearer ainsi que la Royal Shakespeare Company. La foire de The Hoppings (en), considérée comme la foire ambulante la plus considérable d'Europe, s'y tient chaque année en juin.

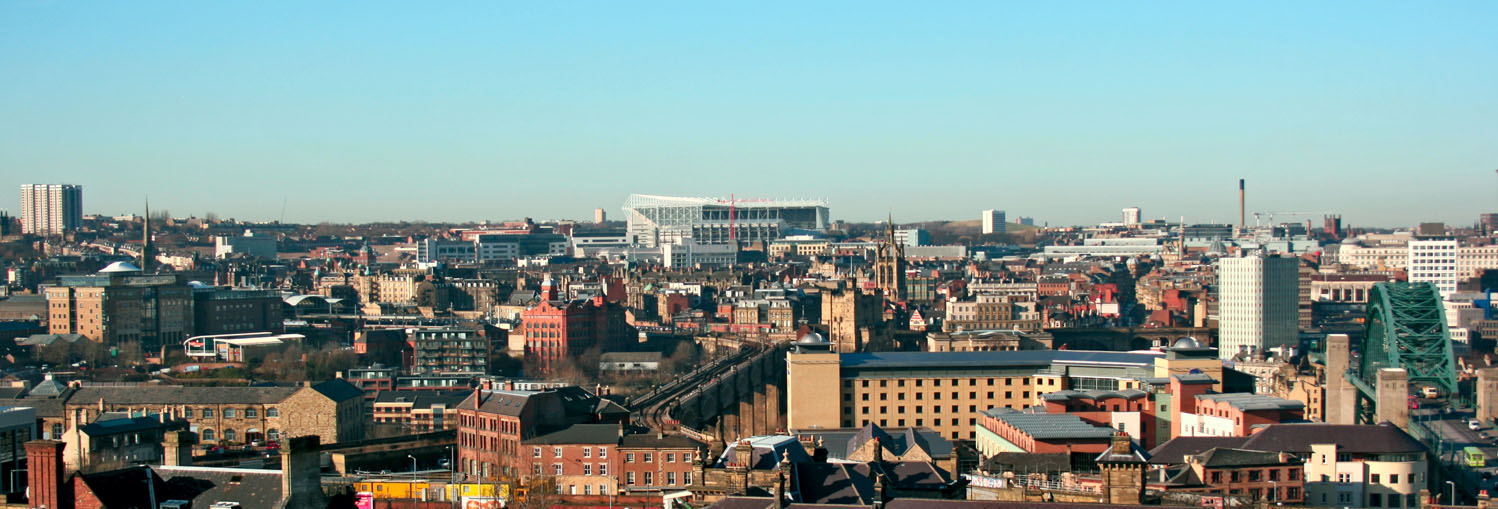
Le centre-ville vu du pont de Gateshead.

Le parc des expositions s'étend depuis l’angle sud-est : on peut y admirer le seul pavillon conservé intact de l'Exposition universelle de 1929[réf. nécessaire]. Depuis les années 1970, il abrite le musée des Véhicules militaires ; mais les faiblesses structurelles du bâtiment ont conduit à sa fermeture indéfinie.
Ouseburn
La gorge boisée de la rivière d'Ouseburn (en), à l'est de la ville, s'appelle Jesmond Dene (en) : c'est aujourd’hui un lieu de promenade apprécié, auquel on peut accéder en traversant Armstrong Park et Heaton Park jusqu'à la vallée, à la confluence avec la Tyne.

### Climat
Newcastle upon Tyne est la grande ville la plus froide d'Angleterre. Située près des eaux glaciales de la mer du Nord, le climat de Newcastle est considéré comme étant froid océanique (Köppen Cfb). Comme elle est dans l’ombre pluviométrique des Pennines septentrionales, elle est l'une des villes les moins pluvieuses de Grande-Bretagne - dégageant un froid glacial et sec. Les records de température enregistrés à la station météorologique de Newcastle sont 37 °C en juillet 2022 et −14 °C le 29 décembre 1995.
| Mois                              | jan. | fév. | mars | avril | mai  | juin | jui. | août | sep. | oct. | nov. | déc. |
| --------------------------------- | ---- | ---- | ---- | ----- | ---- | ---- | ---- | ---- | ---- | ---- | ---- | ---- |
| Température minimale moyenne (°C) | 1,6  | 1,5  | 2,6  | 4,3   | 7    | 10   | 11,8 | 11,7 | 10   | 7,5  | 4    | 2,4  |
| Température maximale moyenne (°C) | 6,4  | 6,4  | 8,6  | 10,7  | 13,9 | 17,1 | 18,8 | 18,7 | 16,6 | 13,4 | 9    | 7,2  |
| Précipitations (mm)               | 63   | 42   | 52   | 47    | 53   | 52   | 56   | 71   | 59   | 54   | 65   | 56   |

## Historique
À l'époque romaine, une petite cité au nom de Pons Aelius (en) s'était installée près du site actuel de Newcastle upon Tyne.
Le « nouveau château » (new castle) qui donna son nom à la ville fut construit par les Normands en 1080. Le donjon et l’une des portes subsistent encore (toutefois séparés par une voie ferrée). La ville porte parfois le nom de « Neufchâtel-sur-Tyne » dans d'anciens ouvrages en français.
La ville se développa ensuite comme un centre pour le commerce de la laine, mais elle prit son essor grâce à l'exportation du charbon du Northumberland. Cette industrie est si importante que l'anglais acquiert l'expression carry coals to Newcastle, littéralement « apporter du charbon à Newcastle », pour « apporter de l'eau à la rivière », faire ce qui est redondant.
Au XIXe siècle, sous l'impulsion de W. G. Armstrong, la construction navale et l'industrie lourde font de la ville l'un des bastions industriels du Royaume-Uni. Vers 1870, les ateliers d'Elswick couvrent sur plus de 1 000 m les berges de la Tyne. Armstrong fit don des coteaux boisés de Jesmond Dene aux citoyens de Newcastle upon Tyne en 1883, de même que du pont et du parc qui portent son nom, non loin de là.

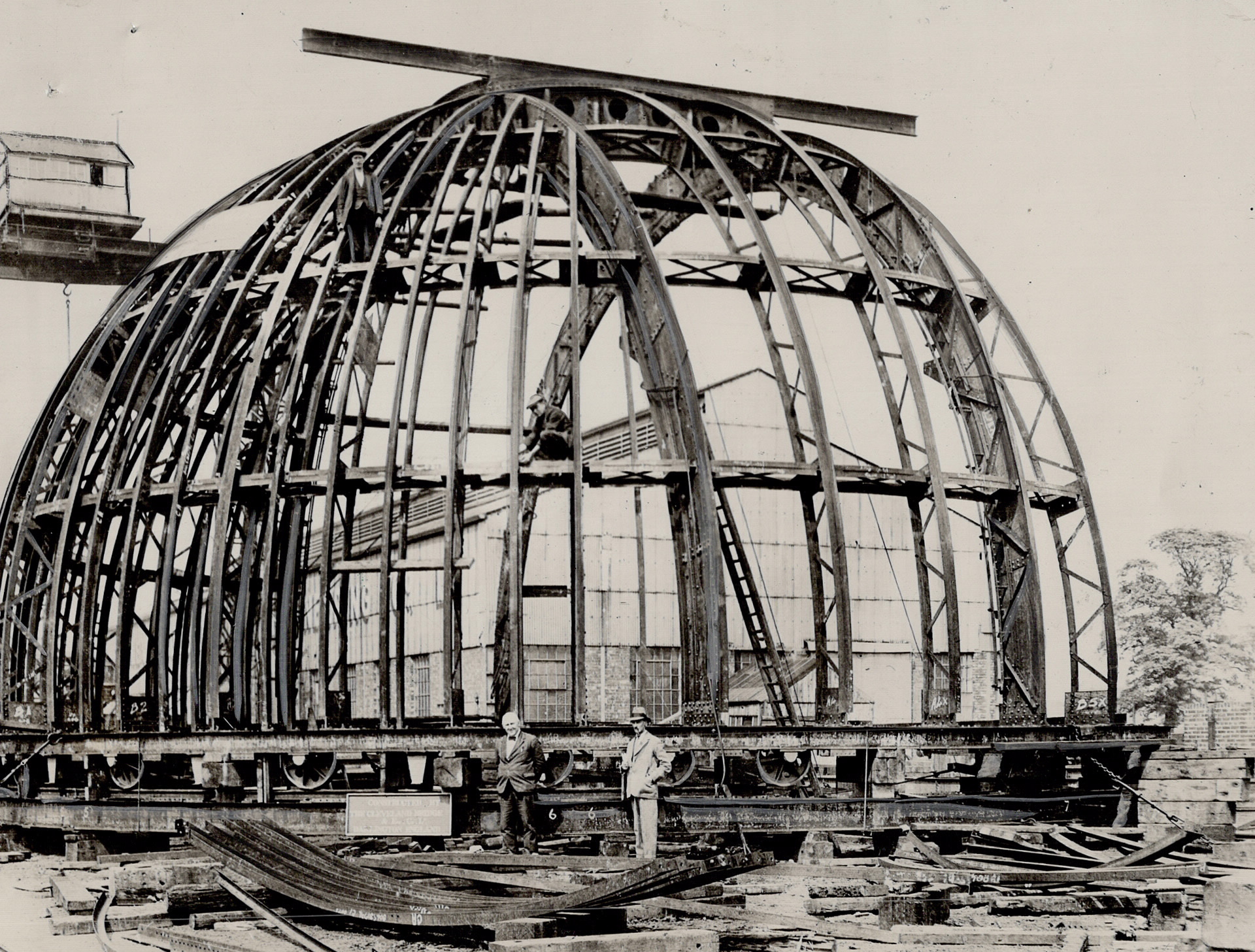
Ateliers Grubb and Parsons : vérification de l'ossature de la coupole destinée à l'observatoire David Dunlap, avant démontage et expédition au Canada (1934).

L’université de Newcastle upon Tyne est née avec le College of physical science local, fondé par Armstrong en 1871. Rebaptisée Armstrong College en 1904, l'université de Newcastle upon Tyne est l'une des plus anciennes et prestigieuses universités anglaises. Elle se place comme l'une des meilleures dans toute l'Angleterre, notamment dans le domaine du droit et de la médecine. En 2016, elle remporte le titre d'« université nordique de l'année ».
L'activité industrielle de Newcastle déclina après la Seconde Guerre mondiale. L'activité est maintenant majoritairement dans les administrations et le commerce de détail. Des faubourgs pauvres autrefois ouvriers subsistent non loin du centre-ville.
À partir de décembre 2013, une enquête policière nommée « opération Shelter » met au jour un important scandale d'abus sexuels dans la ville. Une bande de dix-sept hommes et une femme ont abusé sexuellement des adolescentes et des jeunes femmes âgées de 13 à 25 ans entre 2010 et 2014 après leur avoir fait consommer de l'alcool et des drogues. Les hommes étaient d'origines bangladaise, indienne, iranienne, irakienne, turque et pakistanaise et étaient âgés de 27 à 44 ans,. L'opération Sanctuaire lancée en 2014, a abouti à l'incarcération de 112 délinquants pour des abus commis contre plus de 270 victimes. Un rapport a en outre révélé que le nombre réel de personnes ciblées était d'au moins sept cents, principalement des victimes de drogues harcelées avant d'être violées et contraintes à se prostituer,.
La ville fait partie de l'autorité combinée du nord de la Tyne, créée en 2018.

## Démographie
La ville a une population d'environ 292 200 habitants (2011), et son agglomération compte 879 996 habitants.
Selon le recensement de 2011, les origines des habitants sont :
- 84,3 % d’Européens ;
- 9,7 % d'Asiatiques du Sud (Indiens, Pakistanais, Bangalais) ;
- 2,2 % de Noirs ;
- 1,1 % de Chinois ;
- 2 % d'autres.

La répartition selon les religions les plus présentes est :
- 70,6 % de chrétiens ;
- 6,2 % de musulmans ;
- plus de 16 % de la population ne revendique pas d’appartenance religieuse.

## Lieux et monuments
Construit dans les années 1830, Le centre-ville est de style néo-classique. Le centre-ville est aussi marqué par l'université de Newcastle upon Tyne — une des plus anciennes et prestigieuses universités anglaises. L'université se place comme une des meilleures de toute l'Angleterre, notamment dans le domaine du droit et de la médecine. En 2016, elle remporte le titre d'« université nordique de l'année ».
La rue Grey peut prétendre être une des plus belles rues de l'Angleterre,.
Le Discovery Museum, qui date de 1934, est un musée des techniques et un musée militaire. Il retrace la contribution du bassin industriel de Tyne & Wear à la Deuxième révolution industrielle.
L'ange du Nord est un monument connu en Angleterre construit en 1998.
La ville a la réputation d'être assez festive avec beaucoup de bars, restaurants et clubs.[réf. nécessaire]
Le centre-ville est dominé par la silhouette de St James' Park, le stade du Newcastle United Football Club.
Les environs de Newcastle sont appelés le Tyneside, ses habitants sont surnommés Geordies et connus pour leur accent et humour particuliers.[réf. nécessaire]
Newcastle est sans doute la ville la moins chère d'Angleterre, et l'une des plus festives en raison de la forte proportion d'étudiants parmi la population locale.[réf. nécessaire]

## Éducation

### Enseignement supérieur
- Université de Newcastle upon Tyne
- Université de Northumbria

## Transports
L'aéroport international de Newcastle dessert la ville.
Le métro Tyne & Wear dessert toute l'agglomération de Newcastle.

## Novocastriens célèbres
- Charles Avison (1709-1770), compositeur et organiste de la période baroque
- George Temperley (1823-1900), homme d'affaires anglo-argentin, fondateur de la localité argentine de Temperley
- James John Joicey (1870-1932), entomologiste
- William G. Whittaker (1876-1944), compositeur et musicologue
- Peter Higgs (né le 29 mai 1929), physicien, prix Nobel de physique
- Eric Burdon (né le 11 mai 1941), chanteur britannique
- Hank Marvin (né le 28 octobre 1941), guitariste britannique, leader du groupe The Shadows
- Brian Johnson (né le 27 octobre 1947), chanteur britannique des groupes Geordie puis AC/DC
- Sting (né le 2 octobre 1951), chanteur et producteur britannique
- Rowan Atkinson (né le 6 janvier 1955), acteur et humoriste britannique
- Willie Williams (né en 1959), directeur artistique britannique, concepteur de scènes de concerts, scénographe, vidéaste et éclairagiste.
- Peter Beardsley (né le 18 janvier 1961), footballeur international anglais
- Greg Wise (né le 15 mai 1966), acteur britannique
- Paul Gascoigne (né le 27 mai 1967), footballeur international anglais
- Alan Shearer (né le 13 août 1970), footballeur international anglais
- Chris Armstrong (né le 19 juin 1971), footballeur anglais
- Sue Rolph (née le 15 mai 1978), nageuse anglaise
- Donna Air (née le 2 août 1979), personnalité médiatique, chanteuse et actrice anglaise
- Charlie Hunnam (né le 10 avril 1980), acteur britannique
- Cheryl Cole (née Cheryl Ann Tweedy le 30 juin 1983), chanteuse britannique
- Benjamin Satterly (né le 22 août 1986), catcheur anglais connu sous le nom de Pac
- Joey Batey (né en 1988) acteur, chanteur, auteur-compositeur et musicien britannique
- Andy Carroll (né le 6 janvier 1989), footballeur international anglais
- Jack Colback (né le 24 octobre 1989), footballeur anglais
- Abigail Thorn (née le 24 avril 1993), actrice et vidéaste anglaise
- Jack Higgins (1929-2022), écrivain britannique.

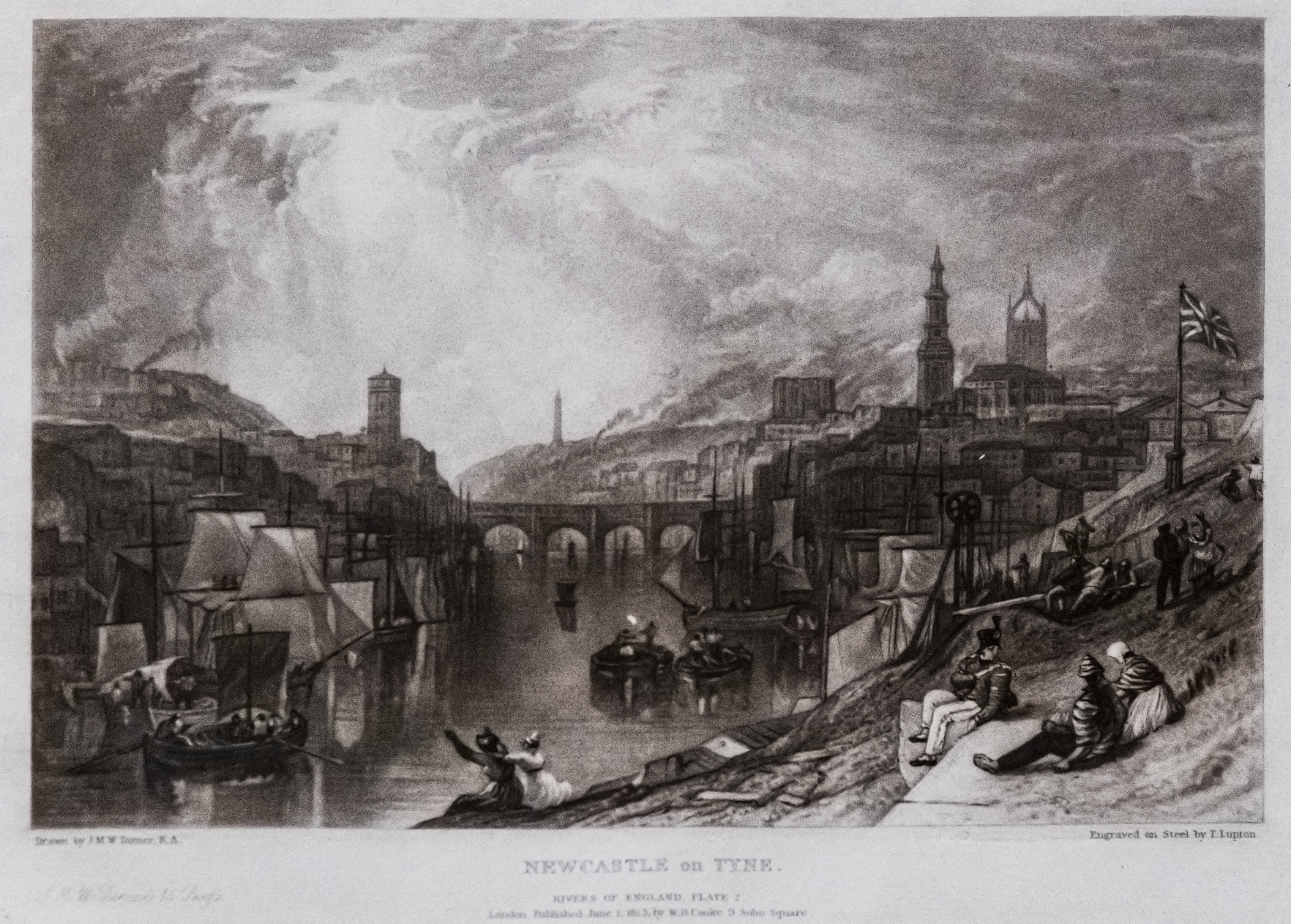
Newcastle-on-Tyne par Thomas Lupton après William Turner, Tate Britain

## Newcastle-on-Tyne dans l'art
William Turner a peint un tableau largement diffusé par la technique de gravure en Manière noire par Thomas Lupton.

## En littérature
Le Newcastle de l’année 2143 sert de cadre au roman de science-fiction La Grande Route du Nord, de Peter F. Hamilton.

## Au cinéma
- La Loi du milieu, de Mike Hodges, 1971
- Stormy Monday, de Mike Figgis, 1988
- Moi, Daniel Blake, de Ken Loach, 2016
- Sorry We Missed You, de Ken Loach, 2019

## Jumelage
- Malmö (Suède)
- Atlanta (États-Unis)
- Bergen (Norvège)
- Gelsenkirchen (Allemagne)
- Groningue (Pays-Bas)
- Nancy (France)
- Newcastle (Australie)
- Haifa (Israël)